# تشارلز فريدريك هوتون
تشارلز فريدريك هوتون هو ضابط وسياسي كندي، ولد في 27 أبريل 1839، وتوفي في 13 أغسطس 1898 في فيكتوريا في كندا. حزبياً، نشط في الحزب الليبرالي الكندي. وقد انتخب عضو مجلس العموم الكندي.